# Grön dvärgbarbett
Grön dvärgbarbett (Pogoniulus simplex) är en fågel i familjen afrikanska barbetter inom ordningen hackspettartade fåglar.

## Utbredning och systematik
Fågeln förekommer i skogar vid kusten från sydöstra Kenya till Tanzania, Malawi, södra Moçambique. Den behandlas som monotypisk, det vill säga att den inte delas in i några underarter.

## Status
IUCN kategoriserar arten som livskraftig.